# 茨城県立取手第二高等学校
茨城県立取手第二高等学校（いばらきけんりつ とりでだいにこうとうがっこう）は、茨城県取手市東二丁目にある県立高等学校。

## 概要
実業系女学校を経て、戦後すぐ共学化された。卒業後の進路は就職が半数近くを占め、次いで大学（四年制・短期の両方を含む）と専門学校進学が20%ずつを占める。主な進学先は県内・近郊の私立大学、短期大学、専門学校などである。
- 募集定員 普通科120名、家政科40名

## 進学地域
取手市内を中心におおむね北は土浦市、南は我孫子市、東は稲敷市、西は常総市の範囲に広がる。
常磐線沿線を中心に通学圏が広いが、当校のすぐ南が他県（千葉県）になることから南には狭い。
かつては越県入学が可能であったため、主に千葉県の常磐線沿線地域からの入学者もいた。

## 沿革
- 1922年 - 茨城県北相馬郡北総実修学校設立 校内に女子部を置く
- 1925年 - 茨城県取手実科高等女学校創立
- 1940年 - 県移管認可 茨城県立高等女学校となる
- 1948年 - 茨城県立取手女子高等学校に改組
- 1949年 - 男女共学を実施、茨城県立取手第二高等学校に改称
- 1984年
  - 第66回全国高等学校野球選手権大会優勝
  - 第39回国民体育大会で硬式野球部が優勝

## 校歌
作詞は東京の作詞家西條八十、作曲は福島市の作曲家古関裕而の作品。

## 部活動
野球部は甲子園に春夏合わせて6回出場し、前述のとおり1984年夏（第66回）に優勝した経験を持つ。これは茨城県勢初の全国制覇であるが、この年の国体優勝をもって木内幸男監督が退任し（常総学院野球部監督に就任）、それ以降は甲子園に出場することはなくなった。

## 著名な出身者
- 松沼博久 - 元・プロ野球選手（投手）（西武）
- 松沼雅之 - 元・プロ野球選手（投手）（西武） - 松沼博久の弟。
- 大野久 - 元・プロ野球選手（外野手）（阪神 → ダイエー → 中日）。東洋大学附属牛久高等学校の教員・野球部監督、オーストラリアでのコーチを経て、侍ジャパンU15コーチ。
- 吉田剛 - 元・プロ野球選手（遊撃手）（近鉄 → 阪神 → OBC野球解説者、現在は実業家）※
- 石田文樹 - 元・プロ野球選手（投手）（横浜）※
- 折原啓子 - 女優
- 沼田和利 - 牛久市長

※は第66回全国高等学校野球選手権大会優勝メンバー